# Biệt đội đánh thuê 4
Biệt đội đánh thuê 4 (tên tiếng Anh: The Expendables 4) là phim hành động Mỹ năm 2023 được đạo diễn bởi Scott Waugh với phần kịch bản do Spenser Cohen, Max Adams và John Joseph Connolly chấp bút. Đây là phần hậu truyện của Biệt đội đánh thuê 3 (2014) và đồng thời cũng là phần phim thứ bốn của loạt phim Biệt đội đánh thuê.
Phim có sự trở lại của dàn diễn viên chính bao gồm Sylvester Stallone, Jason Statham, Dolph Lundgren và Randy Couture trong các vai diễn từ phần phim trước; ngoài ra phim còn có sự tham gia của loạt diễn viên nổi tiếng mới như Curtis "50 Cent" Jackson, Megan Fox, Andy García, Tony Jaa, Eddie Hall, Sheila Shah, Jacob Scipio, Levy Tran và Iko Uwais. Bên cạnh đó, nam diễn viên Jason Statham cũng tham gia vị trí nhà sản xuất phim cùng với Avi Lerner, Les Weldon, Yariv Lerner và Kevin King.
Phim ra mắt vào ngày 22 tháng 9 năm 2023 và được phân phối bởi hãng Lionsgate. Tác phẩm nhìn chung bị giới chuyên môn và khán giả chỉ trích kịch liệt, đồng thời còn bị đề cử bảy giải Mâm xôi vàng.

## Nội dung
Đội lính đánh thuê chuyên nghiệp Expendables được cử đến Libya để ngăn chặn tên lính đánh thuê Suarto Rahmat đánh cắp đầu đạn hạt nhân cho tên khủng bố bí ẩn Ocelot. Cả đội gồm có Barney Ross, Lee Christmas, Toll Road, Gunner Jensen, Easy Day và Galan. Nhiệm vụ thất bại, Rahmat chạy thoát thành công và còn bắn hạ máy bay của cả đội. Một xác người bị chết cháy trong máy bay khiến mọi người tin rằng Barney đã thiệt mạng.
Đặc vụ CIA Marsh giao nhiệm vụ mới cho cả đội truy đuổi Ocelot và Rahmat, nhưng không cho Christmas tham gia vì lần trước anh đã không tuân lệnh. Người chỉ huy mới là Gina - người yêu cũ của Christmas, cô cũng cho một đặc vụ tên Lash gia nhập đội. Cả đội đến Châu Á nhưng Christmas bí mật đi theo họ nhờ thiết bị định vị trước đó anh đưa cho Gina. Cái chết của Barney đã cho phép cơ quan CIA mở ra một hồ sơ được niêm phong nói rằng có một nhân chứng có thể nhận dạng Ocelot.
Ocelot lên kế hoạch châm ngòi Thế chiến ba bằng cách cho đầu đạn hạt nhân phát nổ ở vùng Viễn Đông Nga, vận chuyển chúng trên một con tàu được cải trang thành tàu sân bay Mỹ. Khi Marsh và đội Expendables lên tàu, họ bị phục kích và bị bắt giữ. Marsh bị đưa đi để thương lượng việc trao đổi tù binh đổi lấy người nhân chứng.
Trong khi đó, Christmas đến Thái Lan để tìm cựu thành viên Decha, người đã rửa tay gác kiếm nhưng vẫn đồng ý lái thuyền đưa anh ra biển. Khi thấy Christmas một mình chiến đấu trên tàu của Rahmat, Decha đã suy nghĩ lại và đến giúp Christmas giải cứu những thành viên còn lại trong đội. Cả đội tiêu diệt đội quân của Rahmat, sau đó Christmas giết chết Rahmat trong trận đấu tay đôi.
Trong lúc trao đổi tù binh, Marsh được tiết lộ là Ocelot, người có tham vọng thu lợi nhuận từ việc châm ngòi Thế chiến ba. Khi cả đội tẩu thoát bằng chiếc thuyền nhỏ của Decha, Christmas đã ở lại để chuyển hướng con tàu. Barney bất ngờ lái máy bay trực thăng đến bắn chết Marsh và giải cứu Christmas, đồng thời cho đầu đạn hạt nhân nổ dưới biển. Barney tiết lộ với Christmas rằng ông đã làm giả cái chết của mình nhằm dụ Marsh công khai thân phận khủng bố của hắn, và cái xác bị chết cháy ở Libya thực ra là của một tên côn đồ bị Barney bắt giữ. Khi về Mỹ, cả đội Expendables ăn mừng chiến thắng.

## Diễn viên
- Sylvester Stallone thủ vai Barney Ross
- Jason Statham thủ vai Lee Christmas[5]
- Dolph Lundgren thủ vai Gunner Jensen[5]
- Randy Couture thủ vai Toll Road[5]

Ngoài ra, Eddie Hall, Curtis "50 Cent" Jackson, Megan Fox, Tony Jaa, Andy García, Sheila Shah, Jacob Scipio và Levy Tran cũng tham gia vào dàn diễn viên trong các vai diễn chưa được tiết lộ. Nhân vật của Iko Uwais sẽ là phản diện chính của phim.

## Sản xuất

### Phát triển
Vào tháng 3 năm 2014, Pierce Brosnan đã chia sẻ rằng anh đã đồng ý với nhà sản xuất Avi Lerner để tham gia trong vai trò diễn viên chính của Biệt đội đánh thuê 4. Tháng 4 cùng năm đó, Sylvester Stallone tiết lộ rằng lựa chọn đầu tiên của anh cho vai diễn phản diện chính là Jack Nicholson đồng thời anh cũng đề cập về việc đã thuyết phục Clint Eastwood tham gia loạt phim. Đến tháng 11 cùng năm, có thông báo về việc dự án phim đang được phát triển và sẽ được xếp hạng R. Tháng 12 năm 2016, Stallone chính thức công bố rằng phần phim thứ tư của loạt phim sẽ là phần phim cuối cùng có sự tham gia của anh, bên cạnh đó ngày ra mắt của phim cũng được ấn định là vào năm 2018. Do sự khác biệt về kịch bản cũng như việc phát triển hướng đi tiếp theo của chuỗi phim, nam tài tử Stallone bất ngờ thông báo sẽ rời khỏi dự án. Đến đầu tháng 1 năm 2018, sau khi nhận được sự cổ vũ từ các diễn viên khác (bao gồm Arnold Schwarzenegger), Stallone đã thông báo trên mạng xã hội rằng anh sẽ trở lại với loạt phim trong vai trò cũ cũng như xác nhận về sự phát triển của phần phim tiếp theo này. Randy Couture xác nhận về sự tham gia của phim vào tháng 3 cùng năm.
Tháng 6, 2020, Jean-Claude Van Damme đã bày tỏ sự thích thú của mình về việc quay trở lại loạt phim khi có ý tưởng về việc anh sẽ thủ vai Claude Vilain, người anh em của phản diện Jean Vilain từ phần phim Biệt đội đánh thuê 2. Vào tháng 8 năm 2020, Vértice Cine thông báo rằng hãng sẽ tham gia sản xuất phần phim này cùng với Lionsgate và Millennium Films. Họ cũng tiết lộ về việc Patrick Hughes sẽ trở lại để tiếp tục cầm trịch chiếc ghế đạo diễn phim. Tháng 11 năm 2020, chủ tịch của Millennium Media, Jeffrey Greenstein công bố rằng hãng sẽ tiếp tục bắt tay sản xuất Biệt đội đánh thuê 4 sau thời gian bị trì hoãn nhiều lần bởi ảnh hưởng của đại dịch COVID-19. Vào tháng 8, 2021, The Hollywood Reporter đã thông báo về việc Scott Waugh sẽ thay thế Hughes để trở thành đạo diễn của phim và bên cạnh đó, Statham sẽ tham gia sản xuất phim. Tháng 9 năm 2021, Andy García đã xác nhận sẽ tham gia vào phim với vai diễn không được công bố.

### Kịch bản
Vào tháng 7, 2018, Gregory Poirier được thông báo sẽ trở thành người cầm trịch cho kịch bản của phim. Tuy việc sản xuất được dự kiến sẽ diễn ra vào tháng 4 năm 2019 nhưng phải đến tháng 7 cùng năm thì Stallone mới thông báo rằng anh sẽ tiếp tục viết kịch bản cho dự án phim. Kịch bản phim được chính thức hoàn thành vào cuối năm đó mặc dù các nhà sản xuất vẫn đang đàm phán về quá trình của phim. Tháng 8, 2021, Spenser Cohen được thông báo là cái tên gần đây nhất chấp bút cho kịch bản phim cùng với Max Adams và John Joseph Connolly với ý tưởng từ chính cốt truyện của Cohen.

### Quay phim
Tháng 8 năm 2021, quá trình quay phim chính được thông báo sẽ bắt đầu vào tháng 10. Vào ngày 29 tháng 9, 2021, quá trình quay phim chính thức được bắt đầu. Vào tháng 10, 2021, Stallone thông báo trên trang mạng xã hội của mình rằng anh đã hoàn thành các cảnh phim của mình. Nam diễn viên đồng thời cũng xác nhận rằng Biệt đội đánh thuê 4 sẽ là lần xuất hiện cuối cùng của anh với vai diễn Barney Ross và sau khi rời đi, Statham sẽ là người tiếp tục vai trò của anh trong loạt phim. Cùng tháng đó, Sheila Shah, Jacob Scipio và Levy Tran được xác nhận sẽ tham gia vào bộ phim với những vai diễn không được tiết lộ. Tháng 10, 2021, Iko Uwais trở thành cái tên tiếp theo tham gia loạt phim và đồng thời vai diễn của anh sẽ nắm vai trò phản diện chính.

## Phát hành

### Rạp phim
Biệt đội đánh thuê 4 đượcra mắt tại các rạp chiếu phim vào ngày 22 tháng 9 năm 2023 và phân phối bởi Lionsgate. Trước đó ngày phát hành được ấn định vào 2022.